# استیو اووت
استیو اووت (انگلیسی: Steve Ovett؛ زادهٔ ۹ اکتبر ۱۹۵۵) دونده دو نیمه‌استقامت، و ورزشکار دو و میدانی اهل بریتانیا است. وی رکورد جهانی دو ۱۵۰۰ متر و دو یک مایلی را شکست و در المپیک تابستانی ۱۹۸۰ مسکو توانست مدال طلای دو ۸۰۰ متر را بدست آورد.

## رکوردهای شخصی
| طول         | زمان     | سال  |
| ----------- | -------- | ---- |
| دو ۴۰۰ متر  | ۴۷٫۵     | ۱۹۷۴ |
| دو ۸۰۰ متر  | ۱:۴۴٫۰۹  | ۱۹۷۸ |
| دو ۱۰۰ متر  | ۲:۱۵٫۹۱  | ۱۹۷۹ |
| دو ۱۵۰۰ متر | ۳:۳۰٫۷۷  | ۱۹۸۳ |
| دو یک مایل  | ۳:۴۸٫۴۰  | ۱۹۸۱ |
| دو ۲۰۰۰ متر | ۴:۵۷٫۷۱  | ۱۹۸۲ |
| دو ۳۰۰۰ متر | ۷:۴۱٫۳   | ۱۹۷۷ |
| دو دو مایل  | ۸:۱۳٫۵۱  | ۱۹۷۸ |
| دو ۵۰۰۰ متر | ۱۳:۲۰٫۰۶ | ۱۹۸۶ |
| نیمه‌ماراتن  | ۱:۰۵:۳۸  | ۱۹۷۷ |

| رکوردها                        | رکوردها                                                             | رکوردها          |
| ------------------------------ | ------------------------------------------------------------------- | ---------------- |
| پیشین: سباستین کو              | دارنده رکورد جهانی دو ۱۵۰۰ متر مردان ۲۷ اوت ۱۹۸۰ – ۲۸ اوت ۱۹۸۳      | پسین: سیدنی ماری |
| پیشین: سیدنی ماری              | دارنده رکورد جهانی دو ۱۵۰۰ متر مردان ۴ سپتامبر ۱۹۸۳ – ۱۶ ژوئیه ۱۹۸۵ | پسین: استیو کرام |
| پیشین: سباستین کو              | دارنده رکورد جهانی دو یک مایل مردان ۱ ژوئیه ۱۹۸۰ – ۱۹ اوت ۱۹۸۱      | پسین: سباستین کو |
| پیشین: سباستین کو              | دارنده رکورد جهانی دو یک مایل مردان ۲۶ اوت ۱۹۸۱ – ۲۸ اوت ۱۹۸۱       | پسین: سباستین کو |
| پیشین: سباستین کو و استیو اووت | دارنده رکورد دو ۱۵۰۰ متر اروپا مردان ۲۷ اوت ۱۹۸۰–۱۵ ژوئیه ۱۹۸۵      | پسین: استیو کرام |
| جوایز و دستاوردها              |                                                                     |                  |
| پیشین: ویرجینیا وید            | شخص سال بی‌بی‌سی اسپورت ۱۹۷۸                                          | پسین: سباستین کو |